# Real Madrid Baloncesto B
O Real Madrid B é a equipe reserva do Real Madrid. O clube atualmente disputa a Liga EBA, que é o 4º nível das ligas espanholas.

## História
A equipe reserva do Real Madrid foi fundada oficialmente em 1955 como CB Fiesta Alegre, mas já disputava partidas desde 1931. Posteriormente o Fiesta Alegre passou a se chamar Club Hesperia. Com esta denominação disputou três temporadas na Liga Nacional, a divisão de elite na Espanha, e uma final da Copa del Rey. Hesperia foi a única equipe reserva admitida para esta competição, porém encerrando suas atividades em 1960.
A equipe foi re-fundada em 1998 e com exceção de um hiato entre 2003 e 2006, disputa regularmente as competições.

## Histórico de temporadas

### Como Club Hesperia
| Temporada | Nível | Divisão     | Pos. | Classificação | TR     | Copa del Rey   |
| --------- | ----- | ----------- | ---- | ------------- | ------ | -------------- |
| 1957–58   | 1     | 1ª División | 6    | –             | 7–11   | Quinta posição |
| 1958–59   | 1     | 1ª División | 8    | –             | 8–1–13 | Semifinalista  |
| 1959–60   | 1     | 1ª División | 5    | –             | 14–1–7 | Finalista      |

### Desde o retorno em 1998
| Temporada | Nível                              | Divisão                            | Pos.                               | Classificação                      | TR                                 | PO                                 |
| --------- | ---------------------------------- | ---------------------------------- | ---------------------------------- | ---------------------------------- | ---------------------------------- | ---------------------------------- |
| 1998–99   | 3                                  | Liga EBA                           | 5                                  | –                                  | 19–11                              | –                                  |
| 1999–00   | 3                                  | Liga EBA                           | 7                                  | –                                  | 14–12                              | –                                  |
| 2000–01   | 4                                  | Liga EBA                           | 3                                  | –                                  | 22–8                               | –                                  |
| 2001–02   | 4                                  | Liga EBA                           | 3                                  | –                                  | 24–10                              | –                                  |
| 2002–03   | 4                                  | Liga EBA                           | 4                                  | –                                  | 20–10                              | –                                  |
| 2003–06   | Não disputou quaisquer competições | Não disputou quaisquer competições | Não disputou quaisquer competições | Não disputou quaisquer competições | Não disputou quaisquer competições | Não disputou quaisquer competições |
| 2006–07   | 3                                  | LEB Plata                          | 18                                 | Rebaixado                          | 7–27                               | –                                  |
| 2007–08   | 4                                  | LEB Bronce                         | 6                                  | Quartas de Finais                  | 18–14                              | 1–2                                |
| 2008–09   | 4                                  | LEB Bronce                         | 15                                 | Rebaixado                          | 9–21                               | –                                  |
| 2009–10   | 3                                  | LEB Plata                          | 16                                 | –                                  | 12–16                              | –                                  |
| 2010–11   | 4                                  | Liga EBA                           | 2                                  | Semifinalista10th                  | 22–8                               | 0–2                                |
| 2011–12   | 4                                  | Liga EBA                           | 4                                  | –                                  | 24–6                               | –                                  |
| 2012–13   | 4                                  | Liga EBA                           | 5                                  | –                                  | 17–11                              | –                                  |
| 2013–14   | 4                                  | Liga EBA                           | 3                                  | Playoffs de promoção7º             | 22–8                               | 2–1                                |
| 2014–15   | 4                                  | Liga EBA                           | 1                                  | Playoffs de promoção14º            | 21–5                               | 1–2                                |
| 2015–16   | 4                                  | Liga EBA                           | 6                                  | –                                  | 16–10                              | –                                  |
| 2016-17   | 4                                  | Liga EBA                           | 3                                  |                                    | 23-7                               |                                    |

## Jogadores Notáveis
- Eduardo Hernández-Sonseca
- Iñaki de Miguel
- Nikola Mirotić
- Nikos Pappas
- Maciej Lampe
- Bojan Bogdanović